# Кудеверское
Кудеверское или Кудеверь — озеро в Кудеверской волости Бежаницкого района Псковской области. Расположено на Бежаницкой возвышенности.
Площадь — 1,7 км² (166,9 га). Максимальная глубина — 4,7 м, средняя глубина — 3,1 м.
Проточное. Через озеро протекает река Алоля, приток Великой.
На берегу озера расположены деревни Павлово и Кудеверь.
Тип озера лещово-уклейный. Массовые виды рыб: лещ, уклея, окунь, плотва, щука, ёрш, язь, краснопёрка, густера, налим, бычок-подкаменщик, линь, золотой карась, вьюн, щиповка, пескарь; широкопалый рак (единично).
Для озера характерны: в литорали — песок, заиленный песок, камни, глина, в центре — ил, заиленный песок, камни; в прибрежье — луга, лес, огороды, болото.